# Разочарование (мультсериал)
«Разочарова́ние» (англ. Disenchantment) — американский фэнтезийный мультсериал для взрослой аудитории, созданный Мэттом Грейнингом. Netflix заказал 20 эпизодов сериала, премьера первых десяти состоялась 17 августа 2018 года. Вторая половина первого сезона стала доступна к просмотру 20 сентября 2019 года.
15 января 2021 года на Netflix вышла первая половина второго сезона сериала из десяти серий.
9 февраля 2022 стала доступной к просмотру вторая половина второго сезона. 1 сентября 2023 года вышел третий и последний сезон.

## В ролях

### В главных ролях
- Эбби Джейкобсон — Бин, принцесса Дримландии. Имеет сильное пристрастие к алкоголю.
- Эрик Андре — Люцик, «личный демон» Бин, которого все остальные принимают за говорящего кота. Постоянно потакает порокам Бин и всячески старается втянуть её в новую авантюру.
  - Сир Пендергаст, одноглазый рыцарь, командир вооружённых сил Дримландии.
- Нат Факсон — Эльфо, восемнадцатилетний полуэльф. Сбегает из своей родной страны эльфов, так как хочет познать «человеческое несчастье». Хороший друг Бин, старается оберегать её от бед или от вредных советов Люцика. Тайно влюблён в неё, но она не отвечает ему взаимностью. Долгое время был объектом исследований королевского мага, так как кровь эльфов содержит магию.
- Джон Ди Маджо — король Зог, отец Бин. В прошлом — великий воин, ныне же страдает от лишнего веса и пристрастия к алкоголю. Обладает скверным характером.
- Тресс Макнилл — королева Уна, вторая жена короля Зога, мачеха Бин. Уна — земноводное существо из королевства Дэнкмайр. Была взята в жёны королём Дримландии, дабы укрепить союз между королевствами.
  - Принц Дерек, сын короля Зога и королевы Уны, единокровный брат Бин. Наследник престола.
- Мэтт Берри — принц Меркимер, жених Бин из королевства Бентвуд, превращённый в свинью.
- Шэрон Хорган — королева Дагмар, первая жена короля Зога, родная мать Бин. Случайно приняла яд, предназначавшийся королю Зогу, и превратилась в каменную статую. Пятнадцать лет король Зог безуспешно пытался вернуть супругу.

### Второстепенный состав

#### Представленные в первой части
- Джэйни Баттен — Кисси, эльфийка, подруга, сотрудница и бывшая девушка Эльфо.
  - Тесс, одноглазая великанша.
  - Мисс Мунпенс, служанка Одвала.
- Рич Фулчер — Клойд, союзник Колдуньи.
  - Тарбиш, рыцарь Дримландии, подчинённый Пендергаста.
- Вип и Вап, безмолвные плащеносцы Зога.
- Тресс Макнилл — Сагата, фея, помогающая Бин советами.
  - Архидруидесса, религиозный лидер Дримландии.
- Дэвид Херман — Геральд, глашатай короля Зога, объявляющий прибывших гостей и сообщающий новости.
  - Гайсберт, старший брат Меркимера.
  - Джерри, помощник Клойда и Колдуньи.
  - Супервизо, надзиратель Эльфвуда.
- Морис Ламарш — Большой Джо, главный экзорцист.
- Люси Монтгомери — Банти, служанка Бин.
  - Колдунья, могущественная волшебница, которая служит императору Клойду.
- Билли Уэст — Колдунио — придворный маг.
  - Шут, который говорит «О, нет!», когда его выбрасывают в окно или он падает в люк.
  - Мертц, рыцарь Дримландии, подчинённый Пендергаста.
  - Эльф Попс, отец Эльфо.
  - Король Руло, правитель Эльфвуда.
- Ноэль Филдинг — Стэн, королевский палач, муж Банти
- Тело Меркимера с разумом свиньи.

#### Представленные во второй части
- Джэйни Баттен — Урсула, шелки, медведица, которая превращается в женщину.
- Фил Ламарр — Бог.
- Морис Ламарш — Ливо, эльф, который покинул Эльфвуд и стал капитаном пиратов.

#### Представленные в третьей части
- Трикси — Трог, с которой встречается Эльфо.
- Ричард Айоади — Альва Гандерсон, владелец Gunderson Steamworks и брат Скайберта Гандерсона.
- Мередит Хагнер — русалка Мора.
- Морис Ламарш — П. Т. МакГи,. владелец шоу уродов.

## Структура сезонов
| Часть | Сезон | Серии | Серии | Даты показа      | Даты показа      |
| ----- | ----- | ----- | ----- | ---------------- | ---------------- |
| 1     | 1     | 10    | 10    | 17 августа 2018  | 17 августа 2018  |
| 2     | 1     | 10    | 10    | 20 сентября 2019 | 20 сентября 2019 |
| 3     | 2     | 10    | 10    | 15 января 2021   | 15 января 2021   |
| 4     | 2     | 10    | 10    | 9 февраля 2022   | 9 февраля 2022   |
| 5     | 3     | 10    | 10    | 1 сентября 2023  | 1 сентября 2023  |

## Эпизоды

### Часть 1 (2018)
| № общий | № в части | Название                                                                                         | Режиссёр         | Автор сценария                 | Дата премьеры   |
| --- | --------- | ------------------------------------------------------------------------------------------------ | ---------------- | ------------------------------ | --------------- |
| 1 | 1         | «Заходят как-то в бар принцесса, эльф и демон» «A Princess, an Elf, and a Demon Walk Into a Bar» | Дуэйн Кэри-Хилл  | Мэтт Грейнинг и Джош Вайнштейн | 17 августа 2018 |
| Принцесса Тиабини «Бин» — принцесса Дримландии, которой выпало несчастье выйти замуж за принца Гисберта, сына кровосмесительного короля и королевы Бентвуда. Перебирая свои свадебные подарки, Бин находит демона по имени Люцик, которого послали два тёмных мага в надежде обратить Бин ко злу. Люцик оказывается весёлым нарушителем спокойствия, который сочувствует затруднительному положению Бин, поскольку чувствует, что брак — это просто захват власти её отцом королем Зогом. Тем временем Эльфо, оптимистичный эльф, разочаровавшись в счастливой жизни, связанной с изготовлением конфет, покидает царство эльфов к ужасу своего народа. Эльфо прибывает вовремя, чтобы увидеть, как Бин отказывает Гисберту, который, к несчастью, нанизывает себя на меч. Бин, Эльфо и Люцик убегают, а принц Меркимер, следующий в очереди на брак с Бин, и его люди преследуют её. Фея направляет группу к Мастеру желаний, который оказывается Мастером выжиманий, и, будучи безнадежно окружёнными, они падают со скалы назад. |           |                                                                                                  |                  |                                |                 |
| 2 | 2         | «По ком хрюкает свинка» «For Whom the Pig Oinks»                                                 | Фрэнк Марино     | Дэвид Сэмюэл Коэн              | 17 августа 2018 |
| Бин, Эльфо и Люцика «спасает» Меркимер, который возвращает их в Дримландию. Эльфо попадает к Колдунио, который хочет использовать его кровь для создания эликсира жизни для Зога. По предложению Люцика Бин обращается к Меркимеру с идеей устроить мальчишник перед свадьбой. Она также узнаёт о плане Зога и Колдунио лишить Эльфо его крови, поэтому они используют свиную кровь, чтобы обмануть их. Во время мальчишника вся команда отправляется на остров русалок в надежде, что Меркимер будет убит русалками. Вместо этого он попадает к моржам, которые спасают их от убийц-борков, хотя те оказываются союзниками-бозаками. Бин окончательно теряет надежду, но жаждущий Меркимер обнаруживает «эльфийскую кровь», которая в основном является свиной кровью, и Эльфо убеждает его выпить её, превратив в свинью. Бин, пресытившись происходящим, осуждает брак, и Зог наконец соглашается со своей дочерью. Это расстраивает короля Бентвуда, и они с Зогом улаживают отношения в поединке, за которым радостно наблюдают Бин, Эльфо и Люцик. |           |                                                                                                  |                  |                                |                 |
| 3 | 3         | «Принцесса тьмы» «The Princess of Darkness»                                                      | Уэс Арчер        | Рич Фулчер                     | 17 августа 2018 |
| Находясь под воздействием змеиного корня королевы Уны, Бин, Элфо и Люцик сталкиваются с бандой воров, которые убеждают Бин присоединиться к ним. По настоянию Люцика Бин проникает в место упокоения своих предков и крадёт их ценности, но воры предают друзей, и их ловят. По предложению Одвала, визиря Зога, они решают нанять экзорциста по имени Большой Джо, чтобы тот изгнал из Бин демона, не зная, что Люцик, которого все считают кошкой, является личным демоном Бин. Большому Джо удаётся запечатать Люцика и уйти. Пока Бин чувствует себя чистой и в мире с собой, Эльфо убеждает её, что они должны вернуть Люцика. Друзья узнают, что Люцик вместе с несколькими другими демонами будет сброшен в вулкан. Бин и Эльфо мстят ворам, забирая их ценности, и им удаётся добраться до Большого Джо, которого они в итоге расчленяют и бросают в вулкан. Когда они успешно освобождают Люцика, Эльфо случайно заставляет повозку Большого Джо скатиться с горы, которая разбивается и освобождает всех остальных демонов. |           |                                                                                                  |                  |                                |                 |
| 4 | 4         | «Резня на вечеринке в замке» «Castle Party Massacre»                                             | Дэвид Д. Ау      | Джефф Роу                      | 17 августа 2018 |
| Из-за своего статуса принцессы, а также репутации Бин расстроена тем, что не может ни с кем завести настоящие отношения. В итоге Зог выпивает отравленную воду из фонтана, и Уна отвозит его в спа-салон своего народа, где работник по имени Чаз начинает мучить Зога своими рассказами. Тем временем жители замка устраивают вечеринку. В то время как Бин стремится использовать это, чтобы с кем-нибудь переспать, Эльфо хочет воспользоваться случаем, чтобы рассказать ей о своих истинных чувствах. На вечеринку неожиданно приходят викинги, их предводитель Свен заинтересовывает Бин, что злит Эльфо. Когда Бин и Свен собираются целоваться, Эльфо прерывает их и случайно рассказывает, что Бин — принцесса. Тогда Свен раскрывает свое истинное намерение захватить Дримландию и заставить Бин править вместе с ним. Трио обманом заставляет Свена выпить из отравленного фонтана и избавляется от него и его викингов. Они успевают прибрать последствия праздника до прихода Зога, но он находит в дымоходе отрубленные части тел, что приводит его в ярость. Бин, Эльфо и Люцик спокойно наблюдают за восходом солнца. |           |                                                                                                  |                  |                                |                 |
| 5 | 5         | «Мочи, мочи их, принцесса!» «Faster, Princess! Kill! Kill!»                                      | Ира Шерак        | Рейд Харрисон                  | 17 августа 2018 |
| После вечеринки Зог отправляет Бин в монастырь, чтобы она стала монахиней. Её сразу же выгоняют, а Зог оскорбляет её, сказав, что она «ни на что не годна». Принцесса встречается со своей служанкой Банти, её мужем Стэном и их многочисленными детьми. Чтобы заработать на жизнь, Бин решает устроиться подмастерьем к Стэну, который является палачом и мучителем. Эльфо остаётся с Банти, которая так душит его своей любовью, что он убегает в лес. Бин встречает гогочущую ведьму по имени Гвен, которой она сочувствует. Когда приходит время казнить её, Бин не может заставить себя сделать это и покидает королевство. Она и Люцик находят отпечатки ног Эльфо, который убежал в лес, и идут по ним, где обнаруживают, что он попал в конфетный домик, который теперь принадлежит каннибалам Гензелю и Гретель. Бин и Люци приходят вовремя, чтобы спасти Эльфо, и Бин в конце концов убивает брата и сестру топором для конфет, хотя и в целях самозащиты. Гвен внезапно излечивается от проклятия и уходит помилованной. Зог говорит Бин, что он гордится ею, хотя она и угрожает убить его, если он продолжит смеяться над её зубами. |           |                                                                                                  |                  |                                |                 |
| 6 | 6         | «Болото пахнет болотом» «Swamp and Circumstance»                                                 | Альберт Каллерос | Эрик Хорстед                   | 17 августа 2018 |
| Бин снова ускользает с Эльфо и Люциком, чтобы предаться разврату. Зог, чувствуя, что не даёт Бин достаточно работы, решает сделать её послом во время путешествия семьи в Данкмир, на родину Уны. Прибыв туда, группа мирится с обычаями данкмирцев, которые в течение многих лет воевали с Дримландцами из-за построенного канала (за который данкмирцам пришлось заплатить). Обе стороны претендовали на право собственности на канал, но войны прекратились, как только Зог женился на Уне. Впечатлённый тем, как Бин справилась с ситуацией, Зог просит её произнести речь на банкете. Люцик, стараясь открыть тёмную сторону Бин, подливает алкоголь принцессе в напиток, и она появляется на банкете пьяной, где унижает себя и свою семью и оскорбляет данкмирян, которые прогоняют их со своей земли. Уна благополучно возвращается, но Зог и Дерек попадают в плен к деревенщинам. В итоге Бин, Эльфо и Люцик спасают их. Зог наконец признаёт, что гордится Бин, и разрешает ей пойти на Праздник урожая — мероприятие, на которое он сначала не пускал её. |           |                                                                                                  |                  |                                |                 |
| 7 | 7         | «Нежное буйство любви» «Love's Tender Rampage»                                                   | Питер Аванцино   | Джэйни Баттен и М. Диксон      | 17 августа 2018 |
| Когда Бин, Эльфо и Люцик теряют сознание от пьянства, их подбирает чумной патруль, который бросает их в яму. Когда их собираются сжечь заживо, Эльфо пытается поцеловать Бин, но она отказывает ему. Им удаётся выбраться, и Эльфо заявляет, что он не пытался поцеловать её, потому что у него уже есть девушка, которая, по словам Эльфо, высокая, с рыжими волосами и одним глазом. Троица отправляется в наркопритон, и, находясь в состоянии наркотического опьянения, Бин утверждает, что видела девушку Эльфо. Она посылает королевскую стражу найти её, и они приводят великаншу, которую, как они позже узнают, зовут Тесс. Тесс расстроена тем, что её забрали из дома, но она соглашается согласиться на обман Эльфо, чтобы получить от него настоящий рабочий глаз. В итоге Эльфо использует хрустальный шар, и Тесс внезапно обретает способность видеть правду в каждом. В результате Эльфо рассказывает Бин правду, а пожар, случайно вызванный великаншей, заставляет людей преследовать всех троих и Тесс. Они используют наркопритон, чтобы отвадить преследователей, и Тесс уходит, а Бин и Эльфо наконец-то целуются, хотя и в состоянии очередного опьянения. |           |                                                                                                  |                  |                                |                 |
| 8 | 8         | «Пределы бессмертия» «The Limits of Immortality»                                                 | Брайан Шисли     | Патрик Веррон                  | 17 августа 2018 |
| Во время праздника в Дримландии Эльфо кто-то похищает, и Бин обращается к Зогу с просьбой найти его. По стечению обстоятельств Колдунио находит книгу в сгоревшей кондитерской ведьмы Гвен и выясняет, что секрет эликсира жизни связан с флаконом, называемым Кулоном Вечности, и решает отправиться на поиски вместе с Бин и Люциком. Они встречают Гвен, которая приводит их к своему бывшему мужу Малфусу, который принял эликсир жизни, но стал отшельником в пещере. Он направляет группу на «край света», где они сталкиваются с женщиной-грифоном в мужском облике, которая сообщает им о местонахождении флакона. Большой Джо оказывается похитителем Эльфо, поскольку он тоже ищет флакон, и он вскоре похищает Бин и Люцика. Все приезжают в затерянный город Креморра посреди пустыни, и Бин и друзья умудряются найти флакон, пока Большой Джо и его помощник Порки отвлекаются. Трио спасается, оставив Большого Джо в городе, где его засыпает песком. Тем временем маги, пославшие Люцика, радуясь находке Бин, готовясь к падению Дримландии. |           |                                                                                                  |                  |                                |                 |
| 9 | 9         | «Но главное: будь эльфом сам себе» «To Thine Own Elf Be True»                                    | Фрэнк Марино     | Сион Такэути                   | 17 августа 2018 |
| Трио возвращается из своего приключения с волшебным флаконом и пытается использовать кровь Эльфо, чтобы вернуть людей к жизни или одарить вечной жизнью. Однако флакон по-прежнему не работает. Привлечённый эксперт обнаруживает, что Эльфо не является настоящим эльфом, что злит Зога, который изгоняет его из Дримландии. Одвал разрешает Бин и Люцику отправиться на поиски Эльфо, чтобы его рыцари могли последовать за ними. Бин и Люци находят Эльфо, который решает отвести их в Эльфвуд, где он воссоединяется со своими сородичами. Пока Бин и Люцик общаются с эльфами, Эльфо узнаёт от своего отца, что он полуэльф, а кто его мать, так и остаётся загадкой, так как рассказ отца Эльфо был прерван прибытием людей Зога. Бин, Эльфо, Люцик и эльфы отбиваются от рыцарей и закрывают Эльфвуд до прибытия остальных войск, но победа оказывается недолгой, когда стрела смертельно ранит Эльфо. Зог рассказывает, что хотел получить эликсир не для себя, а чтобы оживить мать Бин, Дагмар, которая была превращена в камень ядом, предназначенным для него, но юная Бин случайно поменяла бокалы. Найдя платок, испачканный настоящей эльфийской кровью, когда она пыталась помочь эльфу в Эльфвуде, Бин с тяжелым сердцем решает использовать флакон, чтобы оживить Дагмар, а не Эльфо. |           |                                                                                                  |                  |                                |                 |
| 10 | 10        | «Падение Дримландии» «Dreamland Falls»                                                           | Уэс Арчер        | Билл Окли                      | 17 августа 2018 |
| Дагмар возвращается в королевство, и все радуются, особенно Зог. Уна немедленно проявляет неприязнь к Дагмар и подтверждает свою позицию королевы. Все королевство устраивает похороны Эльфо, однако Дагмар и Уна вступают в драку, в результате которой труп Эльфо падает в океан. Уна бежит и заключает сделку с Одвалом, в то время как Зог сажает Дерека «в безопасность» в башню. Дагмар пытается провести день с Бин, провозглашая, что у неё есть судьба, которую она должна исполнить. Зог больше рассказывает о себе Люцику, например, как он стал королём, когда предыдущий король, старший брат Зорга, Йорг, был отравлен. Люцик использует хрустальный шар, который Тесс вернула, чтобы увидеть то, что случилось в прошлом. Жители королевства один за другим обращаются к камню, а Дагмар отводит Бин в секретную библиотеку, в то время как Люцик открывает Зогу, что это именно Дагмар пыталась отравить годы назад. Дагмар распыляет яд на всю Дримландию, превращая в камень всех, кроме Зога и Дерека. Люцик попадает в плен к невидимой фигуре, в то же время Дагмар с Бин убегает на корабле со странными существами. В сцене после титров труп Эльфо вымывается на берег и окружается загадочными фигурами.                                                                       |           |                                                                                                  |                  |                                |                 |

### Часть 2 (2019)
| № общий | № в части | Название                                                  | Режиссёр                | Автор сценария                    | Дата премьеры    |
| --- | --------- | --------------------------------------------------------- | ----------------------- | --------------------------------- | ---------------- |
| 11 | 1         | «Разочаровательница» «The Disenchantress»                 | Альберт Каллерос        | Сион Такэути                      | 20 сентября 2019 |
| Зог бродит по оставшейся части Дримландии. Уна проникает на корабль Дагмар, чтобы предупредить Бин, но Дагмар успевает её схватить. Уну бросают за борт, но она хватает Кулон Вечности Дагмар и остаётся на дне моря, привязанная к якорю. Бин и Дагмар прибывают в Мару, где находятся Бекки и Клойд — люди, приславшие к Бин Люцика и следившие за ней. На самом деле они родные сестра и брат Дагмар, а Джерри, их слуга, — их младший брат. Дагмар рассказывает Бин, что Зог не хотел, чтобы она приезжала, потому что их семья имеет историю убийств и сумасшествия; Бин считает, что это может быть правдой и для неё. Она постепенно начинает подозревать Бекки и Клойда и с помощью Джерри раскрывает зловещий заговор. Принцесса с ужасом узнаёт, что именно Дагмар превратила королевство Дримландию в камень и что она родилась только для того, чтобы исполнить странное зловещее пророчество. Бин находит Люцика в подвале, где их преследуют Дагмар, Клойд и Бекки. Бин случайно взрывает подвал, когда они с Люциком убегают. С помощью шпионского огня они узнают, что Эльфо находится на небесах, и просят его буквально спуститься в ад, чтобы они могли встретиться с ним. Люцик открывает лестницу в ад, но внезапно появляется Дагмар и начинает бороться с Бин, но её вырубает Джерри, который медленно умирает от полученной ранее травмы. Бин и Люцик начинают свой спуск. |           |                                                           |                         |                                   |                  |
| 12 | 2         | «Лестница в ад» «Stairway to Hell»                        | Дуэйн Кэри-Хилл         | Дэвид Сэмюэл Коэн                 | 20 сентября 2019 |
| Зог встречает Меркимера, всё ещё в форме свиньи, и они решают пообщаться. Прибывают бозаки и, разграбив замок, похищают Меркимера. Зог вновь обретает мужество и силы, чтобы убить бозаков. Тем временем Эльфо находится на небесах, когда он получает послание Бин и Люцика, эльф пытается разгневать Бога, но Бог находит его оскорбления скорее забавными, чем обидными. Но когда Эльфо оскорбил Джерри, который оказался в раю, Бог со злостью отправляет эльфа в Ад. Бин и Люцик попадают в Ад и обнаруживают, что Эльфо тоже попал туда, но его отправили куда-то, чтобы пытать. Во время поисков в архивах Бин и Люцик сталкиваются с Асмодеем, начальником Люцика. Люцик рассказывает, что он обманом заставил Бин и Эльфо попасть в Ад, и Асмодей награждает его повышением. Бин и Эльфо в итоге оказываются на пытках вместе, наблюдая за тем, как Бин решила оживить свою мать вместо Эльфо. Эльфо разгневан и убит горем, что Бин выбрала мать, а Бин говорит ему, что это была худшая ошибка в её жизни. Пока они оскорбляют друг друга и Люцика, прибывает Люцик, чтобы освободить их, так как ему понадобились крылья, которые ему дали после его повышения, чтобы сбежать из Ада. Трио сталкивается с Асмодеем, и Люцик снова предаёт своих друзей. Асмодей превращает Люцика в демона более высокого уровня, и Люцик использует свои новые силы, чтобы спасти друзей — несмотря на то, что Асмодей предупреждает его, что он потеряет бессмертие. Трое друзей спасаются из Ада через жерло вулкана, а Люцик теряет крылья. Они сразу же находят тело Эльфо, и Бин помещает его душу обратно, чтобы оживить. Трое друзей радостно обнимают друг друга, а Бог и Джерри наблюдают за ними с небес. |           |                                                           |                         |                                   |                  |
| 13 | 3         | «То, что нужно» «The Very Thing»                          | Фрэнк Марино            | Эндрю Баррелл                     | 20 сентября 2019 |
| Бин, Эльфо и Люцик понимают, что они находятся на острове русалок. Проведя ночь, а также получив спа-процедуры, трое отправляются на лодке, оставленной на острове. Они отправляются в путь, но Эльфо всё ещё расстроен из-за того, что его оставили умирать, выбрав Дагмар, но он пытается отогнать эти чувства. Наконец они прибывают в Дримландию, где Зог, считая, что Бин его предала, начинает забрасывать их камнями, но им всё-таки удается выбраться на сушу. Уну спасают пираты, которые ничего не предпринимают, так как их капитан не проявляет к происходящему никакого интереса. Она призывает их напасть на соседнее судно и узнаёт, что капитан пиратов — эльф по имени Сбегато. Бин наконец удаётся встретиться с Зогом и Уной, когда пираты прибывают в Дримландию с требованием сокровищ. Взамен пираты предлагают Кулон Вечности. Зог посылает Эльфо в подземелье вместе со Сбегато, с планом вырубить его, но Сбегато обнаруживает нечто, что интригует его больше сокровищ, а Эльфо признаётся в плане Зога. Сбегато решает помочь Дримландии в любом случае и собирает остальных эльфов, чтобы использовать их кровь для оживления жителей. Зог и Уна решают развестись, а Дерек, который всё это время просидел в башне, принимает это как должное. Уна решает стать новым капитаном пиратов, покидает Дримландию и расстаётся с Зогом в хороших отношениях. |           |                                                           |                         |                                   |                  |
| 14 | 4         | «Одинокое сердце охотника» «The Lonely Heart Is a Hunter» | Дэвид Д. Ау             | Бен Уорд                          | 20 сентября 2019 |
| Бин постоянно снятся сны, в которых Дагмар приходит к ней и заводит музыкальную шкатулку, стоящую у неё на полке. Раздражённая, она начинает искать подсказки и находит марувианские символы, разбросанные по всему замку. В конце концов она оказывается в пещере, но, услышав музыкальную шкатулку, в испуге убегает и разбивает и выбрасывает свою шкатулку. Эльфы тем временем переехали в Дримландию, где Эльфо встречается со своей прежней подружкой Кисси, но она начинает отношения с Люциком, к огорчению Эльфо, и он все время пытается убедить Люцика, что Кисси не влюблена в него. В конце концов Кисси расстаётся с Люциком, поняв, что любит себя больше, чем его и других многочисленных ухажёров. Зог грустит о своей личной жизни и решает отправиться на охоту, где встречает Урсулу, которая превращается из медведицы в человека. Ему нравится её дикий и необузданный образ жизни. Несмотря на неодобрение Одвала, Зог приглашает её в Дримландию, и они проводят вместе день и занимаются сексом. Когда Урсула хочет вернуться в лес, Зог прячет её медвежью шубу, но видя, как Урсула несчастна, возвращает её шкуру, она благодарит его и прощается. Позже ночью Бин засыпает, но просыпается от того, что в её комнате стоит восстановленная музыкальная шкатулка. |           |                                                           |                         |                                   |                  |
| 15 | 5         | «Наши тела, наши эльфы» «Our Bodies, Our Elves»           | Уэс Арчер               | Адам Бриггс                       | 20 сентября 2019 |
| В День стирки эльфы в Дримландии заболевают, наглотавшись грязной воды. Они проводят собрание, на котором Попс, отец Эльфо, рассказывает им о дереве Легенберри, которое может вылечить любой недуг, но находится во владении огров. Они находят добровольца в лице «красавчика» Уэйда Броуди-младшего, Эльфо и Бин присоединяются к нему, а Люцик остаётся, чтобы «выхаживать» эльфов. Во время путешествия по джунглям Эльфо узнаёт, что Уэйд — обманщик и ворует небылицы из книги. Он бросает принцессу и эльфа, когда на них нападают лианы. Эльфо и Бин находят деревню огров, но попадают в плен и узнают, что Уэйд убит. Эльфо удается расправиться с многочисленными ограми и спасти Бин. Когда они находят дерево, появляется королева огров, тайно помогает им собрать плоды и показывает тайный ход для побега. Пока они уходят, королева показывает, что ей знакомо имя Эльфо. Эльфо и Бин возвращаются и с помощью плодов исцеляют всех эльфов. |           |                                                           |                         |                                   |                  |
| 16 | 6         | «Ограбление по-дримландски» «The Dreamland Job»           | Ира Шерак               | Джэйни Баттен и М. Диксон         | 20 сентября 2019 |
| После того как её провели через весь город в позорной бочке, Бин злится на Зога за его властолюбие, особенно когда он начал чрезмерно обременять эльфов налогами. Услышав её возмущения, эльф по имени Грифто предлагает свои услуги, чтобы обокрасть его. Искусные циркачи, они планируют обокрасть денежное хранилище Зога и вернуть всё золото эльфам. Тем временем Люцик выигрывает бар, в котором они часто бывают, и переименовывает его в Luci's Inferno. Бин убеждает Зога пригласить эльфийский цирк выступить для них и тем самым позволить ей, Эльфо и остальным пробраться в сокровищницу и украсть золото. Во время представления Зог признает, что был неправ, когда обложил эльфов налогом, и собирается вернуть деньги. Когда Бин идёт рассказать об этом Грифто, он и его цирк предают её и Эльфо, показав, что на самом деле они тролли, крадущие для себя. Бин и Эльфо преследуют троллей, но слишком поздно. К счастью, Люцик раскусил их план и подменил золото шоколадными монетами. Пока Бин, Эльфо и Люци возвращают золото, Зог купается в похвалах эльфов. |           |                                                           |                         |                                   |                  |
| 17 | 7         | «Склизкие объятия любви» «Love's Slimy Embrace»           | Дэвид Д. Ау и Ира Шерак | Эрик Хорстед                      | 20 сентября 2019 |
| Очередная ночь скуки приводит к тому, что Зог приглашает своего друга, герцога, на ужин. Чтобы не мешать ему, Бин, Эльфо и Люцик отправляются в бар. Дерек следует за ними, так как ему одиноко, но Бин говорит ему уйти, так как ей не нравится, когда он рядом. Бин всегда испытывала неприязнь к своему сводному брату из-за того, что он был преемником Зога, и считает его неудачником. Дерек отправляется на пляж, где находит маленького одноглазого осьминога, которого называет Слайми. Зог узнаёт, что у герцога подагра. Тот утверждает, что если у короля подагра, значит, он успешен. Зог заключает соглашение с Люциком, и тот кормит его многими вредными вещами, чтобы Зог заболел подагрой. Однако время очередного визита герцога тот рассказывает, что в итоге ему ампутировали ногу. После четырёх дней заботы Слайми увеличивается в размерах и начинает убивать людей. Увидев, как Дерек играет с Эльфо, он утаскивает Дерека, а Бин и Эльфо бросаются на его спасение. Им удаётся спасти Дерека и сбежать с острова монстров. После этого Дерек удивляется, что Бин спасла его, хотя она всегда говорила, что ненавидит его. |           |                                                           |                         |                                   |                  |
| 18 | 8         | «В её личном письме» «In Her Own Write»                   | Ира Шерак               | Билл Окли                         | 20 сентября 2019 |
| Бин продолжают сниться кошмары о Дагмар. От Зога она узнаёт, что королевство называется Дримландией потому, что в замке хранятся таинственные силы, влияющие на сны и кошмары, и что ей нужно их преодолеть. Бин отправляется на ночную прогулку и натыкается на кафе The Jittery. Мири, работница заведения, убеждает Бин буквально записать свои чувства. Получив поддержку Люцика, Бин начинает писать, но Меркимер и Эльфо вдохновляют её на создание пьесы. Закончив её, она с шоком узнает, что женщинам не разрешается играть в пьесах. Меркимер продаёт сценарий сам, но берёт себе авторство. Он платит Бин, но она всё равно расстроена из-за авторства. Одвал и друидесса рассказывают Зогу о пьесе, и он решает посмотреть её. Бин заходит в кафе The Jittery и решает рассказать о своей жизни в устной форме во время стендапа. Зогу не нравится пьеса, и он уходит в гневе, но заходит в кафе, чтобы послушать Бин. Они оба смиряются с тем, что Дагмар их предала, и вместе отправляются домой. |           |                                                           |                         |                                   |                  |
| 19 | 9         | «Электрическая принцесса» «The Electric Princess»         | Эдмунд Фонг             | Джэми Энджелл                     | 20 сентября 2019 |
| На Аллее Эльфов появляется дракон и начинает поджигать город. Бин и рыцари устремляются за ним, принцесса первая пускает стрелу. Дракон оказывается гигантским механизированным воздушным кораблём, которым управляет человек по имени Скайберт Гундерсон. Скайберта схватили и, поскольку в королевстве верят в фантастику и магию, сочли колдуном и заключили в тюрьму. Бин проникает в тюрьму и помогает Скайберту построить радио, чтобы связаться со своими союзниками. Они спасаются на его подводной лодке и возвращаются в Стимленд, его дом. Добравшись до своего дома, Скайберт предлагает Бин остаться, но она уходит и исследует Стимленд и его многочисленные странности. Она приходит на рабочее место Скайберта и узнаёт, что он и его коллеги планировали свергнуть Зога. Бин спасается на одном из небесных транспортных средств и сражается со Скайбертом, побеждает его и забирает его сумку. Она возвращается в Дримландию, где рассказывает Зогу о заговоре, но во время спора о «свистке дракона», который на самом деле является пистолетом, он срабатывает и стреляет в Зога. Когда он падает, Бин бросается к нему и плачет над его телом. |           |                                                           |                         |                                   |                  |
| 20 | 10        | «Падение Тиабини» «Tiabeanie Falls»                       | Питер Аванцино          | Патрик М. Веррон и Джош Вайнштейн | 20 сентября 2019 |
| Когда Зога увозят, чтобы лечить, Одвал и друидесса возлагают вину за его «убийство» на Бин. Дерек коронуется, но Одвал становится действующим регентом. Пока все пытаются заставить Бин признаться в том, что она ведьма, Одвал пытается захватить королевство, манипулируя Дереком. Дерек обращается за советом к больному Зогу, который советует ему прислушаться к своей интуиции. На суде Люцик выступает в качестве адвоката Бин, но все свидетели указывают на то, как Бин повлияла на них. Эльфо пытается объяснить, как Бин отправилась в ад, чтобы спасти его, но его плохое объяснение ещё больше подталкивает всех к мысли, что она ведьма. Дерек пытается отложить принятие решения. Стэн Палач освобождает Бин, Эльфо и Люцика из тюрьмы, и все трое отправляются к Зогу, чтобы извлечь пулю, но их хватают и собираются сжечь на костре. Дерек не может заставить себя сделать это, поэтому это делает Одвал. Когда Люцик объясняет, что потерял бессмертие, они проваливаются под землю и оказываются в катакомбе. Их находят подземные жители, которых называют трёгс, и Дагмар, у которой всё ещё есть та самая музыкальная шкатулка, когда она приветствует Бин и её друзей. |           |                                                           |                         |                                   |                  |

### Часть 3 (2021)
| № общий | № в части | Название                                                         | Режиссёр                         | Автор сценария                  | Дата премьеры  |
| --- | --------- | ---------------------------------------------------------------- | -------------------------------- | ------------------------------- | -------------- |
| 21 | 1         | «Подземный блюз скучающих по дому» «Subterranean Homesick Blues» | Брайан Шисли                     | Кен Килер и Патрик М. Веррон    | 15 января 2021 |
| Бин, Эльфо и Люцик стали пленниками в подземном мире, населённом зловещими существами, которыми правит королева Дагмар. Зог пытается расстроить вражеский заговор. |           |                                                                  |                                  |                                 |                |
| 22 | 2         | «Ты — Бин» «You're the Bean»                                     | Эдмунд Фонг                      | Джамиль Салим                   | 15 января 2021 |
| Зог попадает в ужасную передрягу. Дерек находит книгу, в которой сказано, что его семья проклята. Бин придумывает, как бежать из Трогтауна.                        |           |                                                                  |                                  |                                 |                |
| 23 | 3         | «Бини, неси пистолет» «Beanie Get Your Gun»                      | Ира Шерак                        | Лиз Саггс                       | 15 января 2021 |
| Зог ведёт себя странно, и Бин пытается понять, в чём причина. Тем временем отчаявшийся Дерек находит удивительных наставников в Зачарованном лесу.                 |           |                                                                  |                                  |                                 |                |
| 24 | 4         | «Тайны Стимленда» «Steamland Confidential»                       | Кристал Чесни-Томпсон и Эд Тадем | Билл Оденкирк                   | 15 января 2021 |
| После путешествия в Стимленд Эльфо очаровывает завсегдатаев престижного клуба путешественников. Бин проникает на фабрику в поисках Архидруидессы.                  |           |                                                                  |                                  |                                 |                |
| 25 | 5         | «Шок!» «Freak Out!»                                              | Рэйми Музкиз                     | Джош Вайнштейн                  | 15 января 2021 |
| Узнав о намерениях Альвы, Бин пускается в бега. Альва отправляет в погоню за Бин лампоголовых роботов, которые преследуют её, пока она пытается разыскать Эльфо.   |           |                                                                  |                                  |                                 |                |
| 26 | 6         | «Последние брызги воды» «Last Splash»                            | Лорен Макмаллан и Джефф Майерс   | Дианна МакЛеллан и Майкл Саикин | 15 января 2021 |
| Герои возвращаются в Дримландию на пароходе. Безнадёжно влюбленный Эльфо ввязывается в необычные отношения, а Бин сближается с русалкой Морой.                     |           |                                                                  |                                  |                                 |                |
| 27 | 7         | «Эффектный конец» «Bad Moon Rising»                              | Дуэйн Кэри-Хилл                  | Лиз Элверенли                   | 15 января 2021 |
| Бин случайно узнаёт, что Одвал и совет готовят заговор против Зога. Она объединяет силы с Уной, чтобы им помешать. Тем временем Эльфо и Люцик собирают войска.     |           |                                                                  |                                  |                                 |                |
| 28 | 8         | «Свинья-копилка» «Hey, Pig Spender»                              | Брайан Шисли                     | Эйб Грейнинг                    | 15 января 2021 |
| Бин пытается снять с принца Меркимера проклятье, из-за которого он превратился в свинью, а затем просит его родителей помочь Дримландии защититься от Стимленда.   |           |                                                                  |                                  |                                 |                |
| 29 | 9         | «Безумие короля Зога» «The Madness of King Zøg»                  | Эдмунд Фонг                      | Патрик М. Веррон                | 15 января 2021 |
| На Дримландию надвигается загадочное облако зелёного дыма. Зог становится как никогда беспокойным. Бин находит необычный способ общения с ним.                     |           |                                                                  |                                  |                                 |                |
| 30 | 10        | «Падение Бин» «Bean Falls Down»                                  | Ира Шерак                        | Джамиль Салим                   | 15 января 2021 |
| У Бин нелегкий день. Сперва в замок прибывает её старый заклятый враг, и он якобы раскаялся. Затем нападают злобные огры, которые хотят заполучить Эльфо.          |           |                                                                  |                                  |                                 |                |

### Часть 4 (2022)
| № общий | № в части | Название                                                                             | Режиссёр                         | Автор сценария                                            | Дата премьеры  |
| --- | --------- | ------------------------------------------------------------------------------------ | -------------------------------- | --------------------------------------------------------- | -------------- |
| 31 | 1         | «Любовь в аду» «Love is Hell»                                                        | Кристал Чесни-Томпсон и Эд Тадем | Билл Оденкирк                                             | 9 февраля 2022 |
| Бин оказывается в аду и противостоит попыткам Дагмар насильно выдать её замуж за Сатану. Тем временем Люцик планирует побег из рая, а Эльфо пытается спастись от огров. |           |                                                                                      |                                  |                                                           |                |
| 32 | 2         | «Хороший, плохой, а-та-та» «The Good, The Bad, and the Bum-Bum»                      | Рэйми Музкиз                     | Джэми Энджелл                                             | 9 февраля 2022 |
| Бин, Джерри и Люцик угоняют дирижабль Альвы. В плену у огров Эльфо открывает неизвестную историю своей семьи.                                                           |           |                                                                                      |                                  |                                                           |                |
| 33 | 3         | «Кабинет доктора Чеззззза» «The Cabinet of Dr. Chazzzzz»                             | Джефф Майерс                     | Лиз Саггс                                                 | 9 февраля 2022 |
| Зог попадает в дурдом с доктором Чезззззом, и Вип с Вапом затевают грандиозную спасательную миссию. В Дримландии Бин ждёт неожиданно холодный прием.                    |           |                                                                                      |                                  |                                                           |                |
| 34 | 4         | «Прощайте, люди, прощайте» «Goon Baby Goon»                                          | Брайан Шисли                     | Патрик М. Веррон                                          | 9 февраля 2022 |
| Не успев воссоединиться с Зогом, Бин и компания узнают, что Дримландию захватили Бекки и Клойд, которые тайно превращают жителей в гунов.                               |           |                                                                                      |                                  |                                                           |                |
| 35 | 5         | «Топот маленьких ножек» «The Pitter-Patter of Little Feet»                           | Эдмунд Фонг                      | Билл Оденкирк и Джош Вайнштейн                            | 9 февраля 2022 |
| Колдунио оживляет Веснуху, и деревянная кукла решает подорвать авторитет Зога с помощью унизительных шуток и альянса с Бекки и Клойдом.                                 |           |                                                                                      |                                  |                                                           |                |
| 36 | 6         | «Чего ждать, когда ждёшь паразитов» «What to Expect When You're Expecting Parasites» | Ира Шерак                        | Джамиль Салим                                             | 9 февраля 2022 |
| Зог, Бин и её друзья ныряют на дно океана, где находят затопленный замок, который населяют морские троги — стражи эльфийских сокровищ.                                  |           |                                                                                      |                                  |                                                           |                |
| 37 | 7         | «Невыносимая лёгкость Бин» «he Unbearable Lightning of Bean»                         | Питер Аванцино                   | Адам Бриггс                                               | 9 февраля 2022 |
| Одинокий Зог разыскивает в лесу свою истинную любовь — медведицу Урсулу, но у той есть секрет. Эльфо, Люцик и Бин обнаруживают место древней битвы.                     |           |                                                                                      |                                  |                                                           |                |
| 38 | 8         | «Шпион против шпиона шпиона» «Spy Vs. Spy Vs. Spy»                                   | Кристал Чесни-Томпсон и Эд Тадем | Джэми Энджелл и Патрик М. Веррон                          | 9 февраля 2022 |
| Эльфо, которому приказано следить за эльфами, раскрывают и отправляют шпионить за трогами, но те видят его насквозь и возвращают к людям в качестве двойного агента.    |           |                                                                                      |                                  |                                                           |                |
| 39 | 9         | «Выпей слизи, дорогая» «The Goo-Bye Girl»                                            | Джефф Майерс                     | Эйб Грейнинг, Билл Оденкирк и Майкл Саикин                | 9 февраля 2022 |
| Веснуха хитростью заставляет Дерека и Медвежонка дать отпор хулиганам. Секрет слизи раскрыт, но кто отважится выпить её, чтобы всех спасти?                             |           |                                                                                      |                                  |                                                           |                |
| 40 | 10        | «Распад Бин» «Bean Falls Apart»                                                      | Эдмунд Фонг                      | Рич Фулчер, Джамиль Салим, Мэтт Грейнинг и Джош Вайнштейн | 9 февраля 2022 |
| Бин противостоит своему плохому двойнику во сне, но у «Злой Бин» зреет коварный план. Дерек, Медвежонок и Веснуха попадают в плен.                                      |           |                                                                                      |                                  |                                                           |                |

### Часть 5 (2023)
| № общий | № в части | Название                                                                              | Режиссёр              | Автор сценария    | Дата премьеры   |
| ------- | --------- | ------------------------------------------------------------------------------------- | --------------------- | ----------------- | --------------- |
| 41      | 1         | «Орел или решка» «Heads or Tails»                                                     | Питер Аванзино        | Джин Ансолабехере | 1 сентября 2023 |
| 42      | 2         | «Рыба из воды» «Fish Out of Water»                                                    | Кристал Чесни-Томпсон | Билл Оденкирк     | 1 сентября 2023 |
| 43      | 3         | «Страна Электрической Леди» «Electric Ladyland»                                       | Джефф Майерс          | Джош Вайнштейн    | 1 сентября 2023 |
| 44      | 4         | «Я слышу твой нос, но ты не можешь войти» «I Hear Your Noggin, But You Can't Come In» | Ира шерак             | Джейми Эйнджелл   | 1 сентября 2023 |
| 45      | 5         | «Кто стрелял в Эльфо?» «Who Shot Elfo?»                                               | Дуэйн Кэри-Хилл       | Майкл Сайкин      | 1 сентября 2023 |
| 46      | 6         | «Стихия самодельных молний» «The Stience of Homemade Lightning»                       | Эндрю Хан             | Джоан Ли          | 1 сентября 2023 |
| 47      | 7         | «Шоковая терапия Gimme Gimme» «Gimme Gimme Shock Treatment»                           | Кристал Чесни-Томпсон | Джамиль Салим     | 1 сентября 2023 |
| 48      | 8         | «Битва за падающую воду» «The Battle of Falling Water»                                | Джефф Майерс          | Джош Вайнштейн    | 1 сентября 2023 |
| 49      | 9         | «Падение тьмы» «Darkness Falls»                                                       | Ира Шерак             | Джош Вайнштейн    | 1 сентября 2023 |
| 50      | 10        | «Прощай, Бин» «Goodbye Bean»                                                          | Дуэйн Кэри-Хилл       | Мэтт Грейнинг     | 1 сентября 2023 |

## Производство
Мультсериал от создателя сериалов «Симпсоны» и «Футурама» Мэтта Грейнинга «снят в его фирменном стиле». Анимацией занималась студия Rough Draft Studios, ответственная за «Футураму». В июле 2017 года стало известно, что коренной австралиец рэпер Briggs является частью творческой команды проекта.

## Пересечения с «Футурамой»
«Разочарование» содержит отсылки к другому мультсериалу Гроунинга — «Футураме».
В эпизоде «По ком хрюкает свинка», когда Меркимер примеряет парики, на правом стеллаже на верхней полке стоит парик, повторяющий прическу Филипа Дж. Фрая.
В эпизоде «Падение Дримландии», когда Люцик использует хрустальный шар, чтобы показать королю Зогу моменты из прошлого, можно заметить, как на мгновение в комнате появляются Филип Дж. Фрай, Бендер и профессор Фарнсворт в машине времени. Этот момент является прямой отсылкой на эпизод «Футурамы» «Опаздывающий Филип Дж. Фрай», в котором троица путешествует во времени с помощью машины, перемещающейся только в будущее, и наблюдает за концом и возрождением вселенной, так как время оказывается цикличным. Этот момент означает, что события обоих мультсериалов разворачиваются в одной вселенной и что персонажи «Футурамы» проходили через Дримландию, когда пытались вернуться в своё время.
В эпизоде «Нежное буйство любви» Эльфо рассказывает о своей возлюбленной, и Люцик резюмирует его рассказ фразой «То есть горячая одноглазая штучка, ещё и сиротка», что является отсылкой к Лиле, которая выросла сиротой.
В эпизоде «Электрическая принцесса», когда Бин попадает в Стимландию, бродя по городу, она пытается найти бульвар Фарнсворта.
В эпизоде «Лестница в Ад» король Зог (которого озвучивает Джон Ди Маджо) произносит фразу «Bite my shiny metal axe», что является прямой отсылкой к герою Футурамы Бендеру (которого также озвучивает Джон Ди Маджо) и его знаменитой фразе «Bite my shiny metal ass». Также в эпизоде «В её личном письме» Зог произносит ещё одну крылатую фразу Бендера «Let’s go already!».
В эпизоде «Электрическая принцесса» Бин, находясь на борту «механического дракона», обыскивает выдвижные ящики. В одном из ящиков она находит «образцы проводков». Это отсылка к первому эпизоду «Футурамы», в которой профессор Фарнсворт хвастал своей коллекцией проводков, также хранившихся в одном из выдвижных ящиков стола.
В эпизоде «Падение Тиабин», когда все выходят из церкви, чтобы распространять слухи, у рыбного прилавка можно заметить рыцаря с морщинистыми ногами в розовых тапочках. Такие же тапочки и ноги имеет Хэтти МакДугал (ворчливая старушка) из «Футурамы».
В эпизоде «Чего ждать, когда ждёшь паразитов», когда Бин ныряет за своими друзьями в глубь, она проплывает затонувший корабль (мисс приключение), и в рубке можно разглядеть доктора Зойдберга.
В эпизоде «Выпей слизи, дорогая» Люцик находит комнату с комиксами, в которой на столе, кроме прочих журналов, лежит комикс «Футурама № 1» с Бендером и Лилой на обложке.

## Критика
На данный момент сериал получил смешанные, но в целом положительные отзывы от критиков. На Rotten Tomatoes сериал имеет рейтинг 67 % на основе 50 отзывов со средней оценкой 6,9 из 10. Консенсус критиков о первом сезоне гласит: «Disenchantment демонстрирует достаточно фирменного юмора Мэтта Грейнинга, чтобы удовлетворить фанатов, в то же время общая фамильярность и разочаровывающая неготовность рисковать могут не сулить ничего хорошего для будущих сезонов». На Metacritic сериал имеет оценку 56 из 100, основанную на 7 отзывах, означающую «Смешанные или средние отзывы». Forbes назвал сериал «очаровательным, уникальным и превосходным». Ars Technica отметил, что сериал начинается шатко, но затем становится «чертовски хорошим». Entertainment Weekly поставил сериалу оценку «C», сравнивая его с расширенной историей «Домика ужасов на дереве». Den of Geeks написал по большей части смешанную рецензию, похвалив его за концепт, но раскритиковав некоторые шутки.
По итогам 2018 года сериал «Разочарование» вошёл в рейтинг лучших сериалов года, опубликованный редакцией сайта «Кинопоиск».